# Catharine, New York
Catharine är en kommun (town) i Schuyler County i delstaten New York. Vid 2020 års folkräkning hade Catharine 1 651 invånare.